# Campionati mondiali di sollevamento pesi 1961
I Campionati mondiali di sollevamento pesi 1961, 36ª edizione della manifestazione, si svolsero a Vienna dal 20 al 25 settembre 1961, e furono considerati validi anche come 43° campionati europei di sollevamento pesi.

## Titoli in palio
| Categoria            | Eventi         | Atleti |
| -------------------- | -------------- | ------ |
| Pesi gallo           | Fino a 56 kg   | 13     |
| Pesi piuma           | Fino a 60 kg   | 20     |
| Pesi leggeri         | Fino a 67.5 kg | 22     |
| Pesi medi            | Fino a 75 kg   | 18     |
| Pesi massimi leggeri | Fino a 82.5 kg | 20     |
| Pesi mediomassimi    | Fino a 90 kg   | 17     |
| Pesi massimi         | Oltre i 90 kg  | 10     |

## Nazioni partecipanti
Ai campionati parteciparono 120 atleti rappresentanti di 33 nazioni. Nove di queste entrarono nel medagliere. Tra parentesi i partecipanti per nazione.
- Antille Olandesi (2)
- Austria (7)
- Belgio (1)
- Brasile (1)
- Bulgaria (3)
- Cecoslovacchia (4)
- Colombia (2)
- Filippine (2)
- Finlandia (4)
- Francia (4)
- Germania Est (7)
- Germania Ovest (4)
- Giappone (7)
- Grecia (1)
- Guyana britannica (1)
- India (1)
- Iran (7)
- Iraq (4)
- Italia (3)
- Malaysia (1)
- Marocco (3)
- Norvegia (1)
- Paesi Bassi (3)
- Polonia (7)
- Romania (4)
- Regno Unito (5)
- Siria (1)
- Spagna (1)
- Stati Uniti (7)
- Sudafrica (2)
- Turchia (6)
- Ungheria (7)
- Unione Sovietica (7)

## Risultati
Per la seconda volta nella storia dei campionati, nei pesi piuma la medaglia d'argento venne assegnata a pari merito e quella di bronzo non attribuita.
| Evento      | Oro                  | Oro   | Argento              | Argento | Bronzo           | Bronzo |
| ----------- | -------------------- | ----- | -------------------- | ------- | ---------------- | ------ |
| 56 kg       | Vladimir Stogov      | 345,0 | Imre Földi           | 345,0   | Yoshinobu Miyake | 337,5  |
| 60 kg       | Isaac Berger         | 367,5 | Sebastiano Mannironi | 357,5   | Non attribuita   |        |
| 60 kg       | Isaac Berger         | 367,5 | Evgenij Minaev       | 357,5   | Non attribuita   |        |
| 67,5 kg     | Waldemar Baszanowski | 402,5 | Sergej Lopatin       | 400,0   | Marian Zieliński | 395,0  |
| 75 kg       | Aleksandr Kurynov    | 435,0 | Győző Veres          | 420,0   | Marcel Paterni   | 405,0  |
| 82.5 kg     | Rudol'f Pljukfel'der | 450,0 | Géza Tóth            | 432,5   | Tommy Kono       | 430,0  |
| 90 kg       | Ireneusz Paliński    | 475,0 | Louis Martin         | 462,5   | Arkadij Vorob'ëv | 437,5  |
| Oltre 90 kg | Jurij Vlasov         | 525,0 | Richard Zirk         | 475,0   | Eino Mäkinen     | 462,5  |

## Medagliere
| Posiz. | Nazione          | Oro | Argento | Bronzo | Totale |
| ------ | ---------------- | --- | ------- | ------ | ------ |
| 1      | Unione Sovietica | 4   | 2       | 1      | 7      |
| 2      | Polonia          | 2   | 0       | 1      | 3      |
| 3      | Stati Uniti      | 1   | 1       | 1      | 3      |
| 4      | Ungheria         | 0   | 3       | 0      | 3      |
| 5      | Italia           | 0   | 1       | 0      | 1      |
| 5      | Regno Unito      | 0   | 1       | 0      | 1      |
| 7      | Finlandia        | 0   | 0       | 1      | 1      |
| 7      | Francia          | 0   | 0       | 1      | 1      |
| 7      | Giappone         | 0   | 0       | 1      | 1      |
| Totale | Totale           | 7   | 8       | 6      | 21     |

## Classifica a squadre
Il sistema di punteggio è basato sui punti distribuiti per l'esercizio totale in base allo schema adottato nel 1958:
| Pos. | Squadra          | Punti |
| ---- | ---------------- | ----- |
| 1    | Unione Sovietica | 42    |
| 2    | Stati Uniti      | 24    |
| 3    | Ungheria         | 19    |
| 4    | Polonia          | 18    |
| 5    | Finlandia        | 9     |
| 5    | Giappone         | 9     |
| 7    | Iran             | 8     |
| 8    | Italia           | 7     |
| 9    | Regno Unito      | 6     |
| 10   | Francia          | 4     |
| 11   | Germania Est     | 3     |
| 11   | Iraq             | 3     |
| 13   | Antille Olandesi | 2     |
| 14   | Bulgaria         | 1     |